# Seweryn Tymieniecki
Seweryn Tymieniecki herbu Zaremba (ur. 23 kwietnia 1847 w Kaliszu, zm. 14 marca 1916 w Warszawie) – polski prawnik, numizmatyk, działacz społeczny; współtwórca Muzeum Ziemi Kaliskiej.
Odbył studia na Wydziale Prawa w Szkole Głównej Warszawskiej oraz na Uniwersytecie w Lipsku, w latach 1873–1914 prowadził praktykę adwokacką w Kaliszu. Zaangażowany społecznie, należał do grona współtwórców Muzeum Ziemi Kaliskiej w Kaliszu, którego zbiory wzbogacił o swoją kolekcję monet.   
Jako numizmatyk Seweryn Tymieniecki interesował się głównie polską monetą przełomu XVI i XVII wieku; ogłosił szereg artykułów w „Wiadomościach Numizmatyczno-Archeologicznych”.